# Nejmenší lovná míra

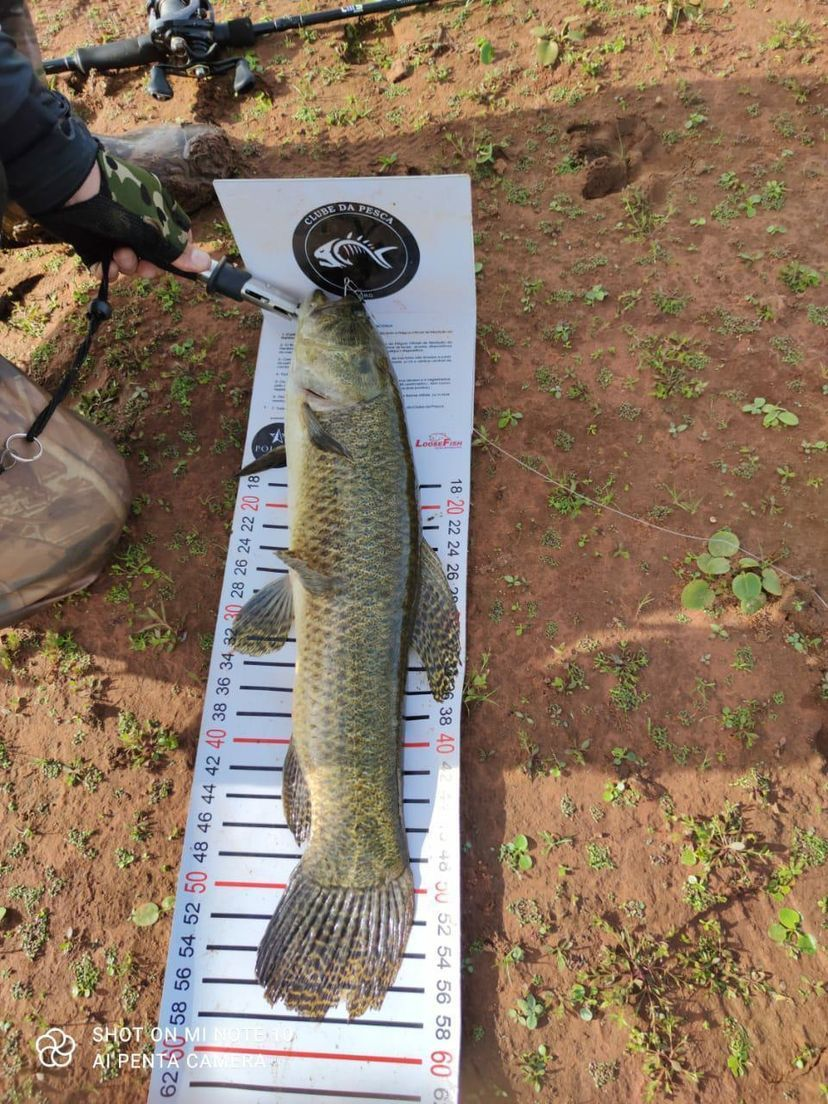
Měření uloveného Trahira malabarského (Hoplias malabaricus)

Nejmenší lovná míra, někdy také pouze lovná míra je zákonem stanovená nejmenší délka, kterou musí mít ryba, již si chce rybář ponechat. Tyto předpisy upravuje paragraf 11 vyhlášky č. 197/2004 Sb..
Ponechání si ryby nedosahující této stanovené délky je zakázáno z důvodu ochrany pohlavně nedospělých exemplářů (a tím pádem podpory jejich přirozeného rozmnožování). Nejmenší lovná míra se měří od vrcholu rypce po konec nejdelších paprsků ocasní ploutve. Je stanovena pro vybrané druhy ryb individuálně, navíc zvlášť pro pstruhové a mimopstruhové revíry. Exempláře těch druhů, které nejmenší lovnou míru stanovenu nemají (např. ouklej obecná), je možné si ponechat v libovolné délce.

## Nejmenší lovné míry

### Mimopstruhové revíry
| Druh ryby            | Nejmenší lovná míra |
| -------------------- | ------------------- |
| Amur bílý            | 50 cm               |
| Bolen dravý          | 40 cm               |
| Candát obecný        | 45 cm               |
| Hlavatka obecná      | 65 cm               |
| Jelec jesen          | 25 cm               |
| Jelec tloušť         | 25 cm               |
| Jeseter malý         | 30 cm               |
| Kapr obecný          | 40 cm               |
| Lín obecný           | 20 cm               |
| Lipan podhorní       | 30 cm               |
| Ostroretka stěhovavá | 30 cm               |
| Parma obecná         | 40 cm               |
| Podoustev říční      | 25 cm               |
| Pstruh duhový        | 25 cm               |
| Pstruh obecný        | 25 cm               |
| Siven americký       | 25 cm               |
| Sumec velký          | 70 cm               |
| Štika obecná         | 50 cm               |
| Úhoř říční           | 50 cm               |
| Mník jednovousý      | 30 cm               |
| Losos obecný         | 50 cm               |

### Pstruhové revíry
| Druh ryby            | Nejmenší lovná míra |
| -------------------- | ------------------- |
| Amur bílý            | 50 cm               |
| Hlavatka obecná      | 65 cm               |
| Jelec jesen          | 25 cm               |
| Jeseter malý         | 30 cm               |
| Kapr obecný          | 40 cm               |
| Lín obecný           | 20 cm               |
| Lipan podhorní       | 30 cm               |
| Ostroretka stěhovavá | 30 cm               |
| Parma obecná         | 40 cm               |
| Podoustev říční      | 25 cm               |
| Pstruh duhový        | 25 cm               |
| Pstruh obecný        | 25 cm               |
| Siven americký       | 25 cm               |
| Mník jednovousý      | 30 cm               |
| Losos obecný         | 50 cm               |